# Arancha Marty
María Aránzazu Marty Morales (Madrid, 31 de julio de 1973), conocida como Arancha Marty, ha sido una gimnasta rítmica española que formó parte de la selección nacional de gimnasia rítmica de España en la modalidad de conjuntos.
Durante su carrera deportiva consiguió un total de 21 medallas internacionales así como dos Medallas al Mérito Gimnástico. Abandonó la competición en diciembre de 1990.

## Biografía deportiva

### Inicios
Inició su carrera deportiva con 6 años en el Club Moratalaz. Ya con 9 años, en 1983, entró en el Centro de Tecnificación de Madrid siendo entrenadora Goyita Postigo. 

### Etapa en la selección nacional

#### 1986 - 1987: ingreso en el conjunto júnior y Europeo de Atenas

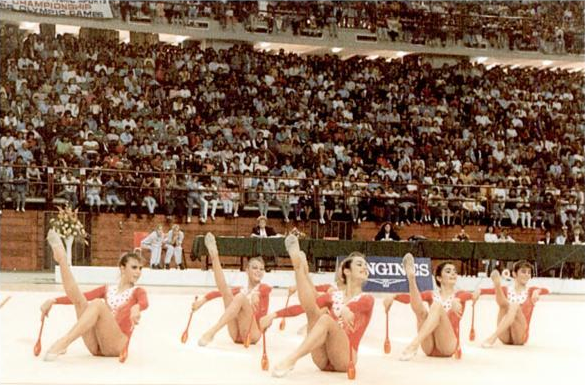
Conjunto español júnior subcampeón europeo en Atenas (1987). En este montaje emplean como música El amor brujo de Manuel de Falla.

En 1986 fue convocada por la selección nacional de gimnasia rítmica de España júnior en la modalidad de conjuntos, siendo entrenada por Rosa Menor, Cathy Xaudaró y Berta Veiga. Ese año logró el oro en el Torneo Internacional Ciudad de Enna (Italia). Posteriormente llegó a participar en el Campeonato de Europa Júnior de Atenas en 1987, donde logró la medalla de plata junto a Alejandra Bolaños, Eva Martín, Carmen Martínez, Mari Carmen Moreno, Raquel Prat, Nuria Rico y Carmen Sánchez.

#### 1988: entrada al conjunto sénior y Europeo de Helsinki

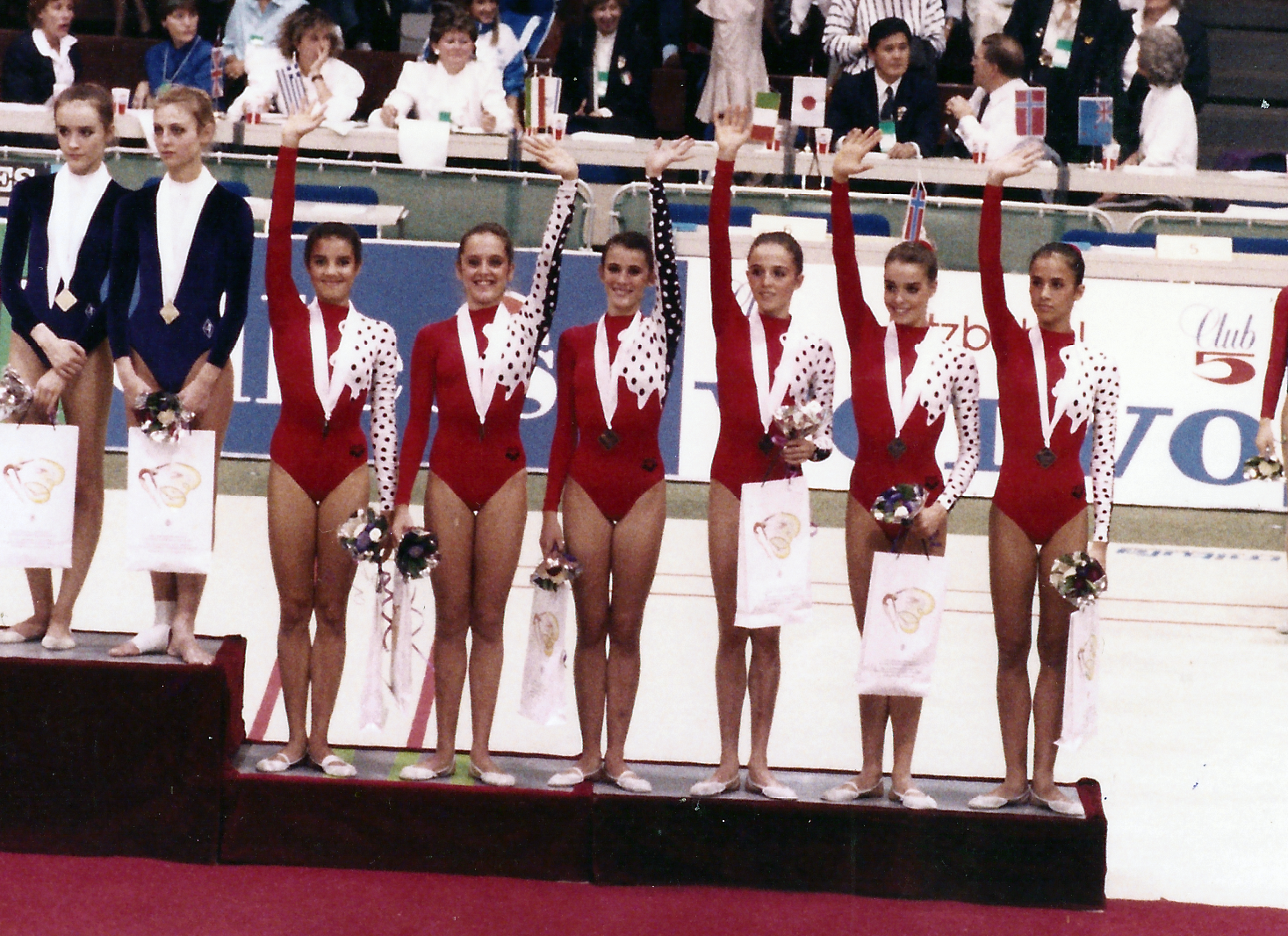
Marty (primera a la izquierda) con el bronce en el Mundial de Sarajevo (1989).

Para 1988, la búlgara Emilia Boneva la reclamó para formar parte de la selección sénior en la modalidad de conjuntos, en la que se mantendría como titular durante los tres siguientes años. Durante ese tiempo entrenaría unas 8 horas diarias en el Gimnasio Moscardó de Madrid a las órdenes de la propia Emilia Boneva y de Ana Roncero, que desde 1982 eran seleccionadora nacional y entrenadora de conjuntos respectivamente, y tendría a Georgi Neykov como coreógrafo. Además, conviviría con todas las integrantes del equipo en una casa en La Moraleja. Ese mismo año logró el oro tanto en la general como en una final por aparatos en la Gimnasiada de Barcelona. Poco después logra su primera medalla en una competición importante, al colgarse el bronce en 6 pelotas en el Campeonato de Europa de Helsinki y obtener el 8º puesto en la general junto a Beatriz Barral, Vanesa Buitrago, Ana Carlota de la Fuente, Natalia Marín, Eva Martín, Mari Carmen Moreno, Raquel Prat, Astrid Sánchez y Carmen Sánchez.

#### 1989: Mundial de Sarajevo
A comienzos de 1989 consiguió 3 platas en el torneo DTB-Pokal Karlsruhe. Poco después obtuvo 3 medallas de bronce en el Campeonato del Mundo de Sarajevo, al subir al podio tanto en el concurso general como en las finales de 12 mazas y de 3 aros y 3 cintas. Las lograría junto a Beatriz Barral, Lorea Elso, Bito Fuster, Mari Carmen Moreno y Vanesa Muñiz, siendo suplentes Marta Aberturas y Nuria Arias. En diciembre de 1989 consiguió el bronce en la general de la Wacoal Cup (Japón).

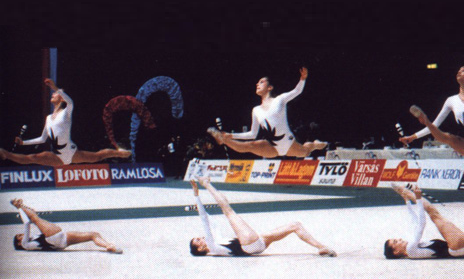
Ejercicio de mazas del conjunto español en el Europeo de Goteborg (1990).

#### 1990: Europeo de Goteborg
En 1990, su último año en activo, tuvo lugar el Campeonato de Europa de Goteborg, en el que consiguió la medalla de bronce tanto en el concurso general como en 3 pelotas y 3 cuerdas, y la de plata en 12 mazas. En la Final de la Copa del Mundo, disputada ese año en Bruselas, obtuvo 3 medallas de bronce, una por cada final. Serían logradas junto a Beatriz Barral, Lorea Elso, Bito Fuster, Montse Martín y Vanesa Muñiz, siendo suplentes Marta Aberturas y Gemma Royo. Débora Alonso y Cristina Chapuli también formaban parte del equipo, pero no fueron convocadas a las competiciones ese año. En el torneo Wacoal Cup de Tokio, celebrado en noviembre, lograron la plata en la general.

### Retirada de la gimnasia
En diciembre de 1990 se retiró del equipo nacional, pasando a ser entrenadora de equipos en diferentes clubes. En la actualidad ha estado ejerciendo de coordinadora de gimnasia rítmica en el Colegio San José del Parque de Madrid, siendo desde 2016 directora de infantil y primaria en el mismo colegio.
El 16 de noviembre de 2019, con motivo del fallecimiento de Emilia Boneva, unas 70 exgimnastas nacionales, entre ellas Arancha, se reunieron en el tapiz para rendirle tributo durante el Euskalgym. El evento tuvo lugar ante 8.500 asistentes en el Bilbao Exhibition Centre de Baracaldo y fue seguido además de una cena homenaje en su honor.

## Equipamientos
| Período     | Proveedor |
| ----------- | --------- |
| 1988 - 1990 | Arena     |

## Música de los ejercicios
| Año                    | Aparatos              | Música                                                                                |
| ---------------------- | --------------------- | ------------------------------------------------------------------------------------- |
| 1987 (Conjunto júnior) | 12 mazas              | El amor brujo, de Manuel de Falla.                                                    |
| 1988                   | 6 pelotas             | Desconocida.                                                                          |
| 1988                   | 3 aros y 3 cintas     | «Alba Rociera (A mi hermano Pichuli)» de Manolo Sanlúcar.                             |
| 1989 - 1990            | 12 mazas              | «España cañí», pasodoble compuesto por Pascual Marquina Narro.                        |
| 1989                   | 3 aros y 3 cintas     | Fragmentos de la ópera Carmen de Georges Bizet, como el tema «Habanera».              |
| 1990                   | 12 mazas              | Pieza Asturias (Leyenda), perteneciente a la Suite española, Op. 47 de Isaac Albéniz. |
| 1990 - 1991            | 3 pelotas y 3 cuerdas | «Spain» de Chick Corea, versionada por Michel Camilo y Tomatito.                      |

## Palmarés deportivo

### Selección española
| 1987 - Torneo Internacional Ciudad de Enna Oro en final (12 mazas) - Campeonato de Europa Júnior de Atenas 2º puesto en preliminares Plata en final (12 mazas) 1988 - Gimnasiada de Barcelona Oro en concurso general Oro en final por aparatos - Campeonato de Europa de Helsinki 8º puesto en concurso general Bronce en 6 pelotas 1989 - DTB-Pokal Karlsruhe Plata en concurso general Plata en 12 mazas Plata en 3 aros y 3 cintas - Campeonato del Mundo de Sarajevo Bronce en concurso general Bronce en 12 mazas Bronce en 3 aros y 3 cintas - Wacoal Cup Bronce en concurso general | 1990 - DTB-Pokal Karlsruhe Oro en concurso general - Gymnastic Masters de Stuttgart Bronce en concurso general - Final de la Copa del Mundo en Bruselas Bronce en concurso general Bronce en 12 mazas Bronce en 3 pelotas y 3 cuerdas - Campeonato de Europa de Goteborg Bronce en concurso general Plata en 12 mazas Bronce en 3 pelotas y 3 cuerdas - Wacoal Cup Plata en concurso general |

## Premios, reconocimientos y distinciones
- Medalla al Mérito Gimnástico, otorgada por la Real Federación Española de Gimnasia (1988)
- Medalla al Mérito Gimnástico, otorgada por la Real Federación Española de Gimnasia (1991)

## Filmografía

### Programas de televisión
| Programas de televisión | Programas de televisión | Programas de televisión | Programas de televisión |
| ----------------------- | ----------------------- | ----------------------- | ----------------------- |
| 1990                    | Camarada Boneva         | La 2 de TVE             | Aparición en reportaje  |